# Organització del futbol a Catalunya
El futbol a Catalunya és organitzat per la Federació Catalana de Futbol (FCF), la Reial Federació Espanyola de Futbol (RFEF) i la Lliga de Futbol Professional (LFP). L'organització dels partits de la Selecció de Catalunya i les altres seleccions catalanes correspon també a la FCF.

## Competicions absolutes masculines
Els clubs catalans masculins de futbol s'integren en una escala de vuit categories. Les dues primeres, corresponents a la Primera divisió i Segona divisió, són organitzades per la Lliga de Futbol Professional en coordinació amb la Reial Federació Espanyola de Futbol. La segona divisió B i la tercera divisió són organitzades per la Reial Federació Espanyola de Futbol. A partir de la cinquena ho són per la Federació Catalana de Futbol, la qual depèn en matèria competitiva i disciplinària de la RFEF.
Les dues primeres categories són professionals, mentre que la tercera es considera semi-professional. La quarta categoria combina clubs semi-professionals o amateurs i a partir de la cinquena tots els clubs són amateurs. A partir de la Tercera Divisió (4a categoria) els diferents grups són formats exclusivament per clubs catalans. Les categories més baixes se separen en grups corresponents a les cinc delegacions territorials de la Federació (Barcelona, Girona, Lleida, Tarragona i Terres de l'Ebre). La Segona Divisió B (3a categoria) la conformen clubs de l'est d'Espanya i sol estar formada, majoritàriament, per clubs dels Països Catalans, amb l'afegit d'altres clubs de territoris propers que varien en funció de la temporada (normalment clubs aragonesos i navarresos, però alguns anys també han participat clubs murcians, bascos o castellanomanxecs).
| Nivell | Organitzador | Divisió (grups)                       | Àmbit d'actuació |
| ------ | ------------ | ------------------------------------- | ---------------- |
| 1      | LFP          | Primera Divisió                       | Espanya          |
| 2      | LFP          | Segona Divisió                        | Espanya          |
| 3      | RFEF         | Primera Divisió RFEF (Grup II)        | Espanya          |
| 4      | RFEF         | Segona Divisió RFEF (Grup III)        | Espanya          |
| 5      | RFEF         | Tercera Divisió RFEF (Grup V)         | Catalunya        |
| 6      | FCF          | Lliga Elit                            | Catalunya        |
| 7      | FCF          | Primera catalana de futbol (2 grups)  | Catalunya        |
| 8      | FCF          | Segona catalana de futbol (6 grups)   | Catalunya        |
| 9      | FCF          | Tercera catalana de futbol (17 grups) | Catalunya        |
| 10     | FCF          | Quarta catalana de futbol (31 grups)  | Catalunya        |

## Competicions absolutes femenines
Els clubs catalans femenins de futbol s'integren en una escala de cinc categories, organitzada de forma anàloga a com s'organitza la masculina, però amb menys categories, degut a la menor existència de clubs. Totes les categories són amateurs, tot i que la primera té alguns clubs semi-professionals.
| Nivell | Organitzador | Divisió (grups)              | Àmbit d'actuació |
| ------ | ------------ | ---------------------------- | ---------------- |
| 1      | RFEF         | Primera Divisió RFEF         | Espanya          |
| 2      | RFEF         | Segona Divisió RFEF          | Espanya          |
| 3      | RFEF         | Tercera Divisió RFEF         | Espanya          |
| 4      | RFEF         | Primera Nacional d'Espanya   | Espanya          |
| 5      | FCF          | Preferent - (2 grup)         | Catalunya        |
| 6      | FCF          | Primera Catalana - (2 grups) | Catalunya        |
| 7      | FCF          | Segona Catalana - (6 grups)  | Catalunya        |

## Competicions de futbol base
A més de les competicions absolutes, el futbol català també té competicions de futbol base, dividits en grups i categories, amb fases finals per decidir els diferents campionats de Catalunya de les categories. Aquests són:
- Campionat de Catalunya de juvenils
- Campionat de Catalunya de cadets
- Campionat de Catalunya d'infantils
- Campionat de Catalunya d'alevins
- Campionat de benjamins

## Competicions catalanes absolutes
Fora de les categories abans esmentades, que acostumen a durar tota la temporada, existeixen competicions absolutes exclusivament catalanes, de menor durada, que premien al campió de Catalunya de futbol. Aquestes són la Copa Catalunya de futbol masculina i la Copa Catalunya de futbol femenina. Fins a finals dels anys trenta, també existí el Campionat de Catalunya de futbol, una competició dividida en categories organitzada de forma autònoma a les competicions espanyoles i que gaudí de gran prestigi a l'època.